# Villa del Río (kommunhuvudort)
Villa del Río är en kommunhuvudort i Spanien.   Den ligger i provinsen Province of Córdoba och regionen Andalusien, i den centrala delen av landet, 280 km söder om huvudstaden Madrid. Villa del Río ligger 168 meter över havet och antalet invånare är 7 407.
Terrängen runt Villa del Río är huvudsakligen platt, men norrut är den kuperad. Villa del Río ligger nere i en dal. Runt Villa del Río är det ganska tätbefolkat, med 56 invånare per kvadratkilometer. Närmaste större samhälle är Montoro, 9,5 km nordväst om Villa del Río. Trakten runt Villa del Río består till största delen av jordbruksmark.